# Martin Page (Botaniker)
Martin Lewis Page (* 14. Mai 1953 in Birmingham, Vereinigtes Königreich) ist ein englischer Botaniker.

## Leben und Werk
Page wuchs in Birmingham auf und absolvierte dort auch seine Schulzeit. Im Anschluss daran begann er ein naturwissenschaftliches Studium an der Swansea University (Wales). Später wechselte er an die University of Exeter, wo er 1980 sein Studium mit einer Promotion abschließen konnte.
Danach verdiente sich Page mehrere Jahre seinen Lebensunterhalt als Fotograf in Brighton (East Sussex). Über die Fotografie wurde Dangerfield & Page auf ihn aufmerksam und holte ihn mit in ihre Geschäftsleitung. 2001 warb ihn die Royal Horticultural Society (RHS) ab und betraute ihn mit der Redaktion ihrer Zeitschrift The Garden. Ab 2005 fungierte Page in der RHS auch als ökologischer Berater und initiierte einige Projekte zusammen mit der American Horticultural Society (AHS).
Page arbeitet an der British National Vegetation Classification (NVC) mit und gilt als einer der führenden Päonien-Experten.

## Schriften (Auswahl)
Als Autor
- The gardener’s guide to growing peonies. David & Charles, Newton Abbot 1997, ISBN 0-7153-0531-X.
- zusammen mit Andrea Loom: RHS Plants for every season. Dorling Kindersley, London 2002, ISBN 0-75134-644-6.
- zusammen mit Andrea Loom: AHS Plants for every season. Dorling Kindersley, New York 2003, ISBN 0-78949-437-X.
- The gardenr’s peony. Herbaceous and tree peonies. Timber Press, Portland, Or. 2005, ISBN 0-88192-694-9.
- Growing citrus. The essential gardener’s guide. Timber Press, Portland, Or. 2008, ISBN 978-0-88192-906-5.

Als Herausgeber
- Name that plant. An illustrated guide to plant and botanical names. Worth Press, London 2003, ISBN 1-90302-510-9.

| Personendaten    | Personendaten                           |
| ---------------- | --------------------------------------- |
| NAME             | Page, Martin                            |
| ALTERNATIVNAMEN  | Page, Martin Lewis (vollständiger Name) |
| KURZBESCHREIBUNG | englischer Botaniker                    |
| GEBURTSDATUM     | 14. Mai 1953                            |
| GEBURTSORT       | Birmingham, Vereinigtes Königreich      |